# Conselho Nacional Saaraui
Conselho Nacional Saaraui (em árabe: المجلس الوطني الصحراوي; em castelhano:  Consejo Nacional Saharaui) ou Parlamento Saaraui é a legislatura da República Árabe Saaraui Democrática. A sua estrutura e competências são orientadas pela Constituição da República Árabe Saaraui Democrática (RASD). O atual presidente desde 2020 é Hamma Salama.
Foi criado pela primeira vez por membros da Frente Polisário e notáveis tribais saarauis como o Conselho Nacional Provisório em abril ou novembro de 1975, após a proclamação de Guelta Zemmur. Em 27 de fevereiro de 1976, o líder do POLISARIO, El-Ouali Mustapha Sayed, anunciou que o Conselho havia declarado a criação da República Árabe Saaraui Democrática, da qual se tornou o primeiro parlamento. No III Congresso Popular Geral do POLISARIO (26 a 30 de agosto de 1976), uma nova filiação eleita foi formalmente instalada como o Conselho Nacional Saaraui.
O CNS é um órgão unicameral, com 53 assentos, eleitos a cada dois anos (desde o XIII Congresso da POLISARIO) nos Congressos Populares Gerais por delegados dos campos de refugiados saarauis da província de Tindouf, Argélia, complementados por representantes do Exército de Libertação do Povo Saaraui e das organizações da sociedade civil (UJSARIO, UNMS, UGTSARIO). Nas últimas eleições (2012), 35% dos parlamentares eram mulheres. Reúne-se normalmente em Tifariti, nos Territórios Libertados do Saara Ocidental, mas ocasionalmente também nos campos de refugiados.
Entre as reformas promulgadas pelo CNS está a abolição da pena de morte. Em 1999, o CNS causou a queda do governo do então Primeiro-Ministro Mahfoud Ali Beiba por meio de uma moção de desconfiança. Os poderes do CNS foram substancialmente expandidos nas reformas constitucionais de 1991 da RASD, e desde então foram ainda mais aprimorados.

## Associação internacional
O Conselho Nacional Saaraui é membro do Parlamento Pan-Africano. Desde 14 de outubro de 2011, o CNS é um membro observador permanente do Parlamento Andino.